# Vladimir Padrino López
Vladimir Padrino López est un militaire et homme politique vénézuélien, né à Caracas le 30 mai 1963. Il est l'actuel ministre de la Défense depuis le 25 octobre 2014.

## Ministre de la Défense
Le 26 mars 2020, il est inculpé aux États-Unis (avec le Président de la République Nicolás Maduro) de « narco-terrorisme ».